# 갈색왜성 목록
이하 목록들은 대표적인 갈색 왜성들을 싣고 있다.
테이데 1은 처음으로 발견된 '혼자 우주 공간을 떠 다니는' 갈색 왜성으로, 1995년에 발견되었다. 항성 주위를 공전하는 첫 갈색 왜성은 글리제 229B로, 1995년에 발견되었다. 행성을 거느리는 최초의 갈색 왜성은 2M1207로, 2004년에 발견되었다.
갈색 왜성의 질량은 행성과 항성 중간에 있기 때문에 플래니타(플래닛과 스타의 합성어) 또는 '초목성'으로 부르기도 한다. 갈색 왜성 이름 뒤에 붙는 대문자 B나 소문자 b는 왜성이 단독체가 아니라 자신보다 질량이 큰 항성 주위를 돌 경우 붙인다.
다음 표는 608개 갈색 왜성들 중 39개의 목록이다. 공전면 기울기가 밝혀지지 않았기 때문에, 이들의 질량은 최솟값이다. 따라서 일부 외계 행성들은 갈색 왜성일 가능성이 있다. 질량이 커질수록 그 외계 행성은 갈색 왜성일 가능성이 커진다. 예로써 HD 114762b(목성질량 11.68배 이상), 테이블산자리 파이b(목성질량 10.312배 이상), HD 136118b(목성질량 11.99배 이상), NGC 2423-3b(목성질량 10.6배 이상)가 있다.

## 평범한 별
다음 표 31개 갈색 왜성들은 평범한 별 주위를 돈다. 이 목록은 불완전하다.
정렬 기준은 어머니 항성의 적경이다. 한 항성에 여러 갈색 왜성이 있을 경우, 공전 주기가 2차 정렬 기준이다.

## 단독체 갈색 왜성
이 목록은 항성의 주위를 돌지 않고, 홀로 또는 쌍성 형태로 존재하는 갈색 왜성의 목록이다. 정렬 순서는 적경이다.

## 미확인 갈색 왜성
미확인 갈색 왜성은 총 7개로, 이들은 정말 존재하는지 100퍼센트 확실하지가 않다. 이 목록은 불완전하다.
정렬 기준은 어머니 항성의 적경이다. 한 항성에 여러 갈색 왜성이 있을 경우, 공전 주기가 2차 정렬 기준이다.

## 같이 보기
- 갈색 왜성
- 외계 행성이 확인된 항성 목록
- 미확인 외계 행성 목록
- 질량이 작은 별 목록